# Гандлова
Гандлова (словац. Handlová, нім. Krickerhau, угор. Nyitrabánya) — місто, громада в окрузі Пр'євідза, Трнавський край, Словаччина; на річці Гандловка біля підніжжя гір Втачник і Кремницькі Врхи. Населення близько 18 тис. осіб.

## Історія
Місто було засноване в 1376 році і було заселено німецькими поселенцями, які пізніше стали відомі як карпатські німці. Першим відомим керівником у місті був Петер Крікер з міста Кремниця, який прийшов сюди разом з 200 іншими поселенцями, щоб заснувати нове поселення на місці під назвою Красни Лес (красивий ліс). Спочатку поселенці займались тільки вирощуванням зернових культур і скотарством. Лише значно пізніше, у 18-му столітті, тут почався видобуток вугілля. Місцеві шахтарі працювали в основному для забезпечення потреб прилеглих до Бойніцького замку поселень.
У 1945 році після Другої світової війни велика частина етнічних німців були вигнані із міста згідно з так званим декретом Бенеша. З початкових 12 800 жителів, які жили тут в кінці 1943 року, залишилося тільки 4000 осіб. В результаті вигляд міста змінився повністю.
У 2009 році місто перенесло велику трагедію, коли від вибуху міни загинули 20 осіб.

## Демографія
| Рік:            | 1994.  | 2004.   | 2014.   | 2024.    |
| --------------- | ------ | ------- | ------- | -------- |
| Кількість осіб: | 18 185 | 17 805  | 17 518  | 15 457   |
| Різниця:        |        | -2,08 % | -1,61 % | -11,76 % |

| Рік:            | 2023.  | 2024.   |
| --------------- | ------ | ------- |
| Кількість осіб: | 15 608 | 15 457  |
| Різниця:        |        | -0,96 % |

За даними перепису 2001 року, місто населяло 18 018 жителів. 96,14 % мешканців були словаки, 0,85 % угорців, 0,67 % чехів і 0,24 % німців. Релігійний склад: 46,10 % атеїсти, 44,74 % католики і 2,42 % лютерани.